# سميث ميلر
سميث ميلر (بالإنجليزية: Smith Miller)‏ هو سياسي أمريكي، ولد في 30 مايو 1804 في تشارلوت في الولايات المتحدة، وتوفي في 21 مارس 1872. حزبياً، نشط في الحزب الديمقراطي. وقد انتخب عضو مجلس ولاية إنديانا وانتخب عضو مجلس نواب إنديانا وانتخب عضو مجلس النواب الأمريكي.